# Malejewskie osiedle wiejskie
Malejewskie osiedle wiejskie (Малеевское сельское поселение) – rosyjska jednostka administracyjna (osiedle wiejskie) wchodząca w skład rejonu krasninskiego w оbwodzie smoleńskim.
Centrum administracyjnym osiedla wiejskiego jest wieś (ros. деревня, trb. dieriewnia) Malejewo.

## Geografia
Powierzchnia osiedla wiejskiego wynosi 807,46 km², a jego głównymi rzekami są Łoswina i Biełyszenka.

## Historia
Osiedle powstało na mocy uchwały obwodu smoleńskiego z 1 grudnia 2004 r., a uchwałą z dnia 25 maja 2017 roku w jego skład weszły wszystkie miejscowości osiedli: Wiktorowskoje, Wołojedowskoje, Głubokinskoje, Niejkowskoje, Oktiabrskoje i Pawłowskoje.

## Demografia
W 2020 roku osiedle wiejskie zamieszkiwało 1571 mieszkańców.

## Miejscowości
W skład jednostki administracyjnej wchodzi 87 wsi (w typie dieriewni): Ałfimkowo, Ałuszkowo, Antonowiczi, Awadowo, Bieżali, Bogdanowka, Bołtutino, Borki, Bubnowo, Bucharino, Chilczicy, Chworostowo, Cerkowiszcze, Czernyszy, Dewiczja Dubrawa, Domorackoje, Durowiczi, Dwupolany, Fiłaty, Glinnoje, Głubokoje, Gorbowo, Griebini, Gwozdowo, Jasieniec, Katkowo, Klimienty, Koszelewo, Kowszyczi, Kozły, Krasatinka, Kurganje, Lachowo, Lisowo, Litiwla, Litiwlanka, Litwinowo, Lubaniczi, Łunino, Makłakowo, Malejewo, Małachowo, Markowo, Niedwiży, Niejkowo, Nikołajewka, Nowoje Sieło, Pałkino, Pawłowo, Piatnickoje, Pierchowo, Pierwoje Maja, Pićkowo, Płatonowo, Płauny, Podbieriozje, Polanki, Rachowo, Rastoczino, Rieczicy, Samony, Samsony, Sidorowiczi, Sielec, Siniaki, Słoboda, Staroje Kudrino, Strukowo, Sujmiszcze, Susłowiczi, Szejeno, Szełbany, Szewniewo, Szyłkowiczi, Trigubowo, Trojany, Tugowiszczi, Ussochi, Wasilewiczi, Wielikolesje, Wiktorowo, Winnyje Łuki, Wołojedowo, Zabrodje, Zastienki, Zwierowiczi, Zuńkowo.